# Poço das Trincheiras
Poço das Trincheiras là một đô thị ở bang Alagoas, Brasil. Dân số năm 2004 ước tính là 14.111 người. Đây là um một trong những đô thị nghèo nhất ở Brasil Lưu trữ ngày 27 tháng 9 năm 2007 tại Wayback Machine.